# Francesco Saverio Mosso
Francesco Saverio Mosso (Camogli, 28 settembre 1869 – Genova, 14 febbraio 1946) è stato un medico e politico italiano.

## Biografia
Figlio di un capitano di marina si mantiene agli studi universitari dando ripetizioni di latino e greco dopo un tracollo finanziario di suo padre. Convinto irredentista negli anni dell'università fonda e presiede un comitato universitario denominato "Pro Trento e Trieste". Dopo la laurea, chiamato alla leva, frequenta la scuola di applicazione di Sanità militare a Firenze e viene assegnato come tenente medico al 3º reggimento fanteria di stanza a Genova. Dopo la disfatta italiana dell'Amba Alagi, complice il disfattismo che serpeggia in Italia, parte volontario per la guerra d'Abissinia e inviato in Eritrea, dove è medico militare nella campagna che porta alla sconfitta di Adua e arresta per molti anni le ambizioni coloniali italiane nel corno d'Africa.
Rientrato in Italia inizia la carriera di medico civile a Genova, abbinando alla stessa una intensa attività benefica ed assistenziale. Fonda il primo asilo nido della Liguria, chiamato "Sinite parvulos venire ad me", assume la presidenza della locale sezione della Croce Rossa Italiana (mantenuta per 25 anni), e presiede il comitato organizzatoredell'Esposizione di igiene tenuta nella sua città nel 1914. Torna anche ad interessarsi alla vita politica come vice-presidente della sezione ligure dell'Unione Liberale (o anche Partito Liberale Costituzionale) ed è tra i promotori delle celebrazioni di Quarto dei Mille del 5 maggio 1915 cui prende parte Gabriele D'Annunzio, al momento impegnato in un vasto programma di manifestazioni a favore dell'intervento italiano nella prima guerra mondiale. Quando pochi giorni dopo (23 maggio) l'Italia dichiara guerra all'Austria-Ungheria torna volontario sotto le armi nonostante l'età e viene destinato all'organizzazione delle opere di assistenza medica nell'intera Liguria, cui abbina un'articolata opera di propaganda a favore della guerra.
Promosso maggiore medico è assegnato agli ospedali militari di Genova e Modena con funzioni direttive e dopo l'armistizio viene inviato in Cadore per organizzare l'assistenza alle popolazioni friulane, attività che gli vale il grado di tenente colonnello medico al definitivo congedo.
Tornato alla propria attività si unisce con esponenti di altre tendenze (repubblicani, cattolici, socialisti) in una lista unitaria per le elezioni amministrative del 1920 che conquista il comune e lo governa fino allo scioglimento delle amministrazioni e l'introduzione dei podestà di nomina regia. Mosso è in questo periodo consigliere comunale e con la soppressione dei partiti (nelle more della costituzionalizzazione del fascismo), come molti altri liberali di idee nazionaliste si iscrive al Partito Nazionale Fascista, visto in quel frangente come una possibilità di "ristabilire l'autorità dello Stato, rilevarne all'estero e all'interno i valori morali e materiali, riordinarne, in una ben intesa disciplina, l'economia". Del partito rimane comunque un semplice tesserato, un gregario non attivo che limita la partecipazione agli appuntamenti in uniforme comandata come l'adunata annuale del 28 ottobre. Entrato fin dal 1914 nell'organico degli Spedali Civili di Genova, infatti, torna ad occuparsene a tempo pieno come membro del consiglio di amministrazione (presidente dal 1925).
Negli anni del regime fa parte di organizzazioni come l'Opera nazionale maternità e infanzia e l'Opera nazionale balilla, nelle quali presta la propria opera come consulente sanitario. Presiede l'VIII commissione di studio dell'Associazione internazionale degli ospedali e fa parte di quella interministeriale per il riordinamento dei servizi sanitari e delle qualifiche del personale medico. Nel 1939 viene nominato senatore a vita senza benemerenze politiche nella categoria "21" (persone che da tre anni pagano tremila lire d'imposizione diretta in ragione dei loro beni o della loro industria); nella sua attività parlamentare, come risulta dall'elenco degli interventi nel suo fascicolo personale, si occupa unicamente di problemi tecnici e finanziari legati ai servizi sanitari.
Nei giorni seguenti l'Armistizio di Cassibile, nella più generale disfatta italiana dopo la fuga della famiglia reale e del governo a Brindisi e lo sfascio delle forze armate, anche per l'età ormai avanzata si dimette da tutte le cariche ricoperte. Non aderisce alla Repubblica Sociale Italiana, dalle cui forze deve anzi nascondersi per presunte attività di fiancheggiamento del movimento partigiano.
Dichiarato decaduto dall'Alta Corte di Giustizia per le Sanzioni contro il Fascismo con sentenza del 31 luglio 1945 viene a mancare l'anno successivo.